# Корисні копалини Південної Америки
Південна Америка займає перше місце за запасами залізних руд, руд міді, берилію, літію, ніобію, кристалічного графіту, друге місце за запасами руд титану, молібдену (після Північної Америки), сурми, олова (після Азії), бокситів, танталу, апатитів (після Африки), третє місце за запасами марганцевих руд, золота, фосфоритів

### Енергетична  сировина

#### Нафта, Природний газ
У межах Південної Америки і прилеглих акваторій відомий 51 нафтогазоносний басейн. Загальна їх площа 8,1 млн км², в тому числі 2 млн км² акваторій. Промислова нафтогазоносність встановлена у 28 басейнах, видобуток нафти і газу ведеться в 25 з них. Переважна частина запасів нафти і газу сконцентрована в двох басейнах: Маракайбському (44 % нафти і 34 % газу) і Орінокському (36 % нафти і 32 % газу). Продуктивні горизонти цих басейнів пов'язані з відкладами кайнозою і крейди. Основні розвідані запаси вуглеводнів сконцентровані в інтервалі глибин 1—3 км (70 % запасів нафти і 80 % запасів газу). Серед країн континенту розвіданими запасами нафти і газу володіють Аргентина, Болівія, Бразилія, Венесуела, Колумбія, Перу, Суринам, Чилі та Еквадор. Найзначніші запаси вуглеводнів є у Венесуелі, Аргентині, Бразилії, Колумбії. На кінець XX ст. у Південній Америці виявлено понад 1400 нафтових (140 морських) і понад 250 газових (40 морських) родовищ. Серед них унікальні за запасами (понад 1 млрд т) родовища нафти Венесуели — Бачакеро, Лагунільяс, Тіа-Хуана (зона Болівар), гігантське скупчення важких нафт — «Пояс Оріноко» (запаси 4,2 млрд т), Ламар і Лама, що мають запаси понад 300 млн т, а також унікальні за запасами нафти глибоководні родовища Бразилії.

#### Вугілля
Загальні запаси вугілля всіх типів в країнах Південної Америки на 1998 р. оцінювалися близько 71,5 млрд т (в тому числі кам'яного вугілля близько 75 %). Розвідані запаси становлять 22,8 млрд т. У порівнянні з іншими материками це досить мало. За даними Statistical Review of World Energy запаси кам'яного вугілля Південної Америки на 2000 р. складали тільки 1 % світових. Найбільшими загальними запасами володіють Бразилія і Колумбія, за ними з відривом ідуть Венесуела та Чилі. Вугленосність пов'язана з відкладами широкого вікового діапазону — від девонських до четвертинних. Головне промислове значення мають вугільні пласти пермі (Бразилія), крейди (Колумбія, Перу) і палеогену-неогену (Колумбія, Венесуела, Чилі, Аргентина). Вугленосні відклади пермі поширені переважно у чохлі Південно-Американської платформи, а мезозойсько-кайнозойські — у складчастому поясі Анд. Найбільше промислове значення мають кам'яновугільні басейни Ріу-Гранді-ду-Сул, Санта-Катаріна (Бразилія), Богота, Бояка (Колумбія), Сулія (Венесуела), Консепсьйон, Магельянес (Чилі) і родовища Серрехон (Колумбія) та Ріо-Турбьо (Аргентина). Буровугільні басейни (Болівія, Бразилія) освоєні слабо. Вугілля середньо- і високозольне, в основному енергетичне.

#### Уранові руди
Підтверджені запаси уранових руд (в перерахунку на метал) становлять 168,6 тис. т (1998). Основна частина запасів (91,1 %) континенту assзосереджена в Бразилії, інші — в Аргентині (8,6 %) і Перу. Найважливіше промислове значення мають Бразильські гідротермальні штокверкові родовища порфірового типу (Ітатая, вміст урану 0,01—0,2 %; Лагоа-Реал, 0,09—0,65 %). Підлеглу роль грають стратиформні інфільтраційні родовища в пісковиках із вмістом урану 0,1—0,2 % (Сьєрра-Пінтада, Аргентина). У Бразилії уранова мінералізація встановлена також в золотоносних конгломератах (Жакобіна). Значні ресурси урану виявлені в ураноносних фосфоритах Бразилії, Венесуели, Колумбії, Чилі (90 тис. т), урановмісних мідних рудах Чилі, карбонатитах Бразилії.

#### Залізні руди
Підтверджені запаси залізних руд становлять 16,2 млрд т (1998). Близько 70 % запасів континенту зосереджено в Бразилії, далі йдуть Венесуела, Перу, Чилі; на частку Болівії, Колумбії, Парагваю, Аргентини і Уругваю припадає близько 4 %. Основна частина запасів пов'язана з родовищами залізистих кварцитів, представлених пластовими і лінзовими тілами магнетит-гематитових руд (Fe 45—67 %) в протоплатформних западинах Бразильської платформи. Серед найбільших виділяються басейни і родовища: Мінас-Жерайс, Морру-ду-Урукун, Серра-ду-Каражас, Сан-Ісідро, Серра-Болівар, Серра-Гранде. Відомі також скарнові родовища (Fe 60 %) магнетит-гематитових руд (Маркона) і осадові (Fe 35—55 %) гьотит-сидеритових руд (Пас-дель-Ріо).

#### Марганцеві руди
Запаси марганцевих руд становлять 281 млн т (1998), і зосереджені в основному (64 %) в родовищах Бразилії та Болівії (32 %), інші — в Чилі, Перу, Венесуелі, Аргентині, Колумбії. Найважливіше промислове значення мають родовища оксидних оолітових залізо-марганцевих руд (Mn 40—50 %), представлені пластовими і лінзовими покладами (Морру-ду-Урукун, Ігарапе-Асу, Бурітірама, Мутун). Важливі також родовища марганцевих шляп (Mn 39—53 %), що залягають на докембрійських породах (Серра-ду-Навіу, Морру-да-Міна).

#### Титанові руди
Запаси титанових руд (в перерахунку на TiO2), становлять 90 млн т в рутилі і 2,3 млн т в ільменіті, локалізуються в Бразилії (дані на 90-і роки XX ст.). Ресурси титану виявлені в корінних ільменіт-титаномагнетитових рудах із вмістом TiO2 18,5 % (Кампу-Алегрі-ді-Лурдіс), в комплексних анатаз-перовськіт-рутилових рудах в карбонатитах, що містять TiO2 20—23,5 %, Pb, Nb, TR (Салітрі,  35 млн  т TiO2; Тапіра, 40 млн т TiO2; Каталан, 11 млн т TiO2), а також в розсипах (Матарака). Високим вмістом TiO2 (40 %) характеризуються деякі бокситові родов. Бразилії. Виявлені ресурси діоксиду титану в корінних і розсипних родов. Бразилії, Венесуели, Уругваю, Аргентини і Еквадору оцінюються в 310 млн т.

#### Хромові руди
Запаси хромових руд (20 млн т, 1998) зосереджені в Бразилії, зокрема в стратиформному родовищі Кампу-Формозу (середній вміст Cr2O3 21 %). Ресурси континенту — 108 млн т хромової руди знаходяться у Бразилії (70 млн т.) та Венесуелі (38 млн т).
Загальні запаси бокситів становлять 11,7 млрд т, в тому числі підтверджені 5,8 млрд т (1998). Основна кількість підтверджених запасів континенту укладена в надрах Бразилії (67,2 %), далі  йдуть: Гаяна (12 %), Суринам (9,9 %), Венесуела (5,5 %), а також Колумбія і французька Гвіана. Основна частина запасів пов'язана з родовищами латеритного типу.

#### Ванадієві руди
Підтверджені запаси ванадієвих руд становлять близько 200 тис.  т (в перерахунку на V2O5) і зосереджені у Венесуелі, Бразилії, Чилі.

#### Вольфрамові руди
Запаси вольфрамових руд (в перерахунку на WO3) становлять 174 тис. т, в тому числі підтверджені 116 тис. т (1998). Найбільшими запасами володіють Болівія (57 % загальних запасів континенту), Перу (21,8 %), менш значними Бразилія і Аргентина. Понад 80 % запасів укладено в жильних кварц-вольфрамітових (W, W-Sn,  Sb-W-Sn) родовищах Болівії.

#### Золоті руди
Запаси золотих руд (в перерахунку на метал) становлять 9017 т, в підтверджені 3543 т (1998). Основна частина загальних запасів (42 %) зосереджена в Бразилії, Чилі (19,8 %), Аргентині (11,4 %), далі йдуть Перу, Болівія, Венесуела, Колумбія. Запаси золота є також у Гаяні, Еквадорі, Суринамі, французькій Гвіані. Найпоширеніші розсипні родовища, найбільші з яких — Аспасу, Пасто, Тамбо, Серра-Пелада, Ріу-Тапажос, Аранка та ін. З корінних найбільше промислове значення мають родовища у вулканітах древніх зеленосланцевих поясів (Арасі, Морру-Велью). Великі запаси золота укладені в золотоносних конґломератах родовища Жакобіна. Важливе промислове значення мають також гідротермальні жильні родовища золото-срібно-мідних руд Андського складчастого пояса: Ель-Індія, Гуанако, Андакольо, Ель-Кальяо, Ботанамо та ін.

#### Мідні руди
Загальні запаси мідних руд (в перерахунку на метал) становлять близько 300 млн т (близько 32,2 % світових), в тому числі підтверджені 232,5 млн т (1998). Найбільші запаси мають Чилі (70 %) і Перу (15 %). Значні запаси зосереджені в Бразилії, Аргентині, Колумбії. Основну частку в запасах складають родовища молібден-мідно-порфірового типу, найбільші з яких: Чукікамата, Ель-Теньєнте, Ель-Абра, Ескондіда та ін. Менш поширені стратиформні родовища (Салобу, Жагуарарі, Кураса), а також колчеданно-поліметалічні родовища в Чилі, Перу та інших країнах.

#### Молібденові руди
Загальні запаси молібденових руд (в перерахунку на метал) становлять 4,5 млн т (32 % загальних світових запасів без Росії), в тому числі підтверджені 3,2 млн т (1998). Переважаюча частина запасів (60 %) зосереджена в Чилі, інші в Перу, Колумбії, Аргентині, Бразилії, Еквадорі. Основні родовища представлені молібден-мідно-порфіровим типом, в рудах яких вміст Mo становить 0,014—0,03 %.

#### Нікелеві руди
Загальні запаси нікелевих руд (в перерахунку на метал) 5,2 млн т, в тому числі підтверджені 2,3 млн т (1998). 61,5 % загальних запасів континенту зосереджено в Бразилії, інші — в Колумбії (22 %) і Венесуелі (16,5 %). Запаси нікелю укладені в латеритних нікель-кобальтових родовищах кір вивітрювання ультраосно́вних порід, найбільші з яких: Серро-Матосо, Вермелью, Лома-де-Ерро, Нікеландія, Барру-Алту, Сан-та-Крус.

#### Кобальтові руди
Загальні запаси кобальту в латеритних рудах (Со 0,03—0,05 %) Колумбії і Бразилії становлять 50 тис. т, в тому числі підтверджені 24 тис. т (1900).

#### Олов'яні руди
Загальні запаси олов'яних руд (в перерахунку на метал) оцінені в 3,7 млн т (35,4 % загальних світових запасів), в тому числі підтверджені 2,5 млн т (1998). Частка розсипних родовищ 48,2 % загальних запасів. Промислові розсипи каситериту виявлені в Болівії і Бразилії, причому в останній зосереджено понад 80 % сумарних запасів розсипів. Алювіальні розсипи Бразилії утворюють 15 великих оловоносних районів: Мапуера, Рондонія, Теліс-Піріс, Ріо-Ірірі та ін. Близько 50 % запасів укладено в багатих розсипах (середній вміст каситериту в пісках 2 кг/м³) родовище Пітінга. Запаси корінних руд олова пов'язані з родовищами Болівійського поясу. Родовища переважаючого каситерит-сульфідного типу представлені арсенопірит-піротиновими рудами із вмістом Sn 0,3—0,8 %, а також олово-срібними рудами із вмістом Sn 0,5—1,7 %. В Болівії і Перу виявлені родовища каситерит-силікатного типу (Sn 0,2—1,8 %). В Болівії, в районі Кельгуані є також стратиформні родовища каситерит-кварцових руд (Sn 0,16—0,6 %) типу «манто». Тут же відомий жильний каситерит (вольфраміт-кварцові родовища Чохлья). У районах родовищ Оруро, Потосі, Льяльягуа відомі великі поклади штокверкових олово-порфірових руд із вмістом Sn 0,2—0,5 %.

#### Метали платинової групи
Підтверджені запаси металів платинової групи — 46 т в перерахунку на метал, з них платини 34 т (1998) — укладені в розсипних родовищах Колумбії (Чоко-Пасіфіко, Сан-Хуан, Андагода, Барбакоас) та Бразилії. Середній вміст платини становить 0,1 г/т, присутні хроміт, ільменіт, магнетит, золото.

#### Руди свинцю і цинку
Загальні запаси руд свинцю і цинку (в перерахунку на метал, за станом на 1998 р.) відповідно 7,4 млн т і 20,6 млн т, в тому числі підтверджені 5 млн т і 9,2 млн т. Основні запаси континенту зосереджені в Перу (42 % загальних запасів свинцю і 44,4 % цинку) і Бразилії (39,1 % і 40,9 %). Значно меншими запасами свинцю і цинку володіють Болівія, Аргентина, Венесуела, Чилі. Найбільші родовища стратиформні свинцево-цинкові в карбонатних і теригенних породах (Вазанті, із вмістом Zn до 45 %); метасоматичні, пов'язані зі скарнами в карбонатних і вулканогенно-осадових гірських порід (Агилар, Pb 11,5 %,  Zn 16,3 %, Ag 279 г/т; Серро-де-Паско, Pb 5 %,  Zn 12 %,  Cu 0,15 %, Ag 70 г/т); жильні свинцево-цинкові в метаморфічних, магматичних і осадових породах (Матільда, Pb 2 %,  Zn 18 %,  Ag 28 г/т; Морокоча, Бокіра та ін.).

#### Срібні руди
Загальні запаси руд срібла становлять 134,7 тис. т, в тому числі підтверджені 74 тис. т (1988). Вони укладені в комплексних родовищах: колчеданно-поліметалічних і жильних мідно-поліметалічних руд (Серро-де-Паско, 70—400 г/т, Касапалька), молібден-мідно-порфірових руд (Куахоне, Ель-Салвадор), золото-срібних (Ель-Індія), оловополіметалічних руд (Потосі, Оруро, Чокая) і власне срібних рудах (Пулакайо, Каялома) із вмістом Ag до 550 г/т.

#### Стибієві руди
Загальні запаси стибієвих руд (в перерахунку на метал) становлять 514 тис. т, в тому числі підтверджені 414 тис. т. Понад 80 % загальних запасів стибію зосереджено в Болівії (8,1 % запасів світу, 1998). Родовища жильного кварц-антимонітового типу приурочені до склепінчастих частин антикліналей в межах Болівійського оловорудного пояса. Найбільші родовища: Еспіріту-Санто, Каракота, Чуркіні, Тупіса.

### Рідкіснометалічні руди

#### Берилієві руди
Запаси берилієвих руд (в перерахунок на BeO) становлять: загальні — 450 тис. т, підтверджені — 46 тис. т (1998). Основні запаси знаходяться у Бразилії (84 % загальних запасів).

#### Літієві руди
Запаси літієвих руд (в перерахунку на Li2O) на кінець XX ст. становили близько 21 млн т. (близько 88 % ресурсів світу за станом на 2002 р.). Запаси літію пов'язані головним чином з літієносною ропою (Li2O 0,2—0,3 %) в Чилі та Болівії. Родовища комплексних літійвмісних руд є в Бразилії. Провідне місце у світі за запасами літію тримає Чилі.

#### Ніобієві руди
Запаси ніобієвих руд (в перерахунку на Ni2O5) складають: загальні — 3,6 млн т; підтверджені — 3,3 млн т (1998). Вони зосереджені у Бразилії і складають близько 35 % світових запасів.

#### Руди танталу
Запаси танталу (в перерахунку на Та2О5) складають: загальні — 1400 т; підтверджені — 900 т (1998). Вони зосереджені в Бразилії (близько 1,2 % світових запасів). Родовища циркону залягають у нефелінових сієнітах і розсипах Бразилії та Аргентини. Запаси циркону є у Бразилії та Аргентині. Головні запаси — у Бразилії (1,9 млн т в перерахунку на ZrO2 — за станом на 2002 р.).

### Гірничохімічна сировина
Загальні запаси бариту становлять 15,25 млн т, підтверджені — 9,5 млн т (1998). Основна частина запасів знаходиться у Чилі (52 %), Перу (26 %) і Бразилії. Найбільшими є жильні власне баритові, барит-кварцові та барит-кальцитові руди з вмістом BaSO4 85—98 %. Запаси борних руд (у перерахунку на B2O3) складають: ресурси — 91 млн т, підтверджені — 18 млн т (2002). Запаси бору у Південній Америці становлять 10,5 % світових, а ресурси — 19,4 % світових. Основні запаси укладені в родовищах Чилі, Перу, Болівії та Аргентини. Найбільше промислове значення мають родовища озерного типу з концентрацією B2O3 0,25—0,5 %. Запаси калійних солей (у перерахунку на K2O) складають: загальні — 230 млн т, підтверджені — 75 млн т (1998). Більша частина запасів континенту зосереджена у Бразилії (штат Сержипі). Вміст K2O 17—23 %. Є родовища в Чилі та Аргентині. Кам'яна сіль є в Аргентині, Колумбії, Бразилії. Запаси самородної сірки в 90-х рр. XX ст. становили: загальні — 115 млн т, підтверджені — 47 млн т. Основна їх частина зосереджена в 100 родовищах Чилі, інші — в Перу, Колумбії, Венесуелі, Болівії, Еквадорі. Вулканогенні родовища сірки утворюють Андську сірконосну провінцію. Найбільші у світі родовища натрієвої селітри розташовані в Чилі (250—300 млн т). Родовища локалізовані в пустелі Атакама, в межах вузької зони біля підніжжя Берегового хребта. Запаси флюориту: загальні — 12,15 млн т, підтверджені — 9,1 млн т (1998). Вони зосереджені головним чином у Бразилії та Аргентині. Запаси фосфоритів (у перерахунку на P2O5): загальні — 893 млн т, підтверджені — 251 млн т (1998). Майже 80 % запасів зосереджено у Перу. Вміст P2O5 5—25 %. Родовища зернистих фосфоритів є у Венесуелі, Бразилії, Колумбії. Запаси апатитів становлять: загальні — 35,5 млн т, підтверджені — 32 млн т, а ресурси — 0,5 млрд т (1998). За іншими даними ресурси складають близько 2 млрд т. Вони локалізовані у Бразильській апатитоносній провінції, приуроченій до зон глибинних розломів Бразильського щита. Вміст P2O5 5—14 %. Руди головним чином комплексні.

### Нерудна індустріальна сировина
Запаси алмазів Південної Америки складають: природних — 11,8 млн кар.; ювелірних — 5,4 млн кар., ресурси — 87 млн кар. (1998). Промислове значення мають алювіальні розсипи. Родовища алмазів є у Бразилії (близько 90 % запасів), Венесуелі, Колумбії та Гаяні. Запаси хризотил-азбесту ставлять близько 6 млн т волокна, в тому числі підтверджені 4 млн т (90-і рр. XX ст.). Основні запаси зосереджені в Бразилії (82 %). Інші — в Колумбії, Аргентині, Венесуелі. Великі промислові родовища п'єзокварцу та гірського кришталю зосереджені у Бразилії. Підтверджені запаси кристалічного графіту становлять 32,6 млн т (90-і рр. XX ст.), з них 32,5 млн т — у Бразилії. Вміст графітного вуглецю — до 30 %. Родовища мусковіту на території Бразилії локалізуються в межах Бразильського слюдоносного району. Родовища мусковіту є також в Аргентині, слюдоносні пегматити — у Болівії, Гаяні та Колумбії. 
З нерудних будівельних матеріалів у різних районах Південної Америки виявлені численні родовища глин, вапняку, доломіту, магнезиту, скляних та будівельних пісків, мармурів, гранітів та ін.

#### Дорогоцінні та виробні камені
У Бразилії відомі найбільші у світі родовища дорогоцінних та виробних каменів: берилу, топазу, турмаліну, аметисту, агату. В Колумбії відоме родовище смарагду.

## Гірнича промисловість
Країни Південної Америки в кінці XX ст. займали провідне місце з видобутку залізної руди, руд міді, сурми, ніобію і кварцу, друге — руд олова, вольфраму, молібдену і берилію, третє — бокситів, руд цинку, золота, платини, алмазів, бору і сірки. На частку Венесуели (нафта і нафтопродукти, природний газ і залізна руда) припадає близько 50 % від загальної вартості гірничої продукції континенту, Бразилії — близько 20—25 %, потім слідують Аргентина, Колумбія, Еквадор, Чилі, Перу і Болівія. Частка Гаяни і Суринаму незначна, але гірнича промисловість цих країн відіграє важливу роль в їх економіці. Більшість країн Південної Америки мають багатопланову гірничу промисловість: в Бразилії добувають близько 30 основних видів мінеральної сировини і палива, в Аргентині — близько 20, в Перу і Чилі по 15, в Колумбії — 11, в Болівії — 10. Але лише Бразилія володіє добре розвиненою багатогалузевою гірничою промисловістю. Інші країни спеціалізуються на видобутку певного виду або комплексу видів сировини, тоді як інші види сировини добуваються в обмеженій кількості. Для основних видів мінеральної сировини і палива, що добуваються на континенті (нафта, залізні руди, боксити, мідь, свинець, цинк, олово, молібден, ніобій), характерна висока частка переробки на місці видобутку, хоч значна частина нафти, залізних руд і бокситів експортується у вигляді сирого продукту. Бразилія, Аргентина, Венесуела, Колумбія, частково Чилі і Перу мають розвинені базові галузі промисловості, що обумовлює необхідність споживання на місці значних кількостей енергетичної сировини, руд чорних і кольорових металів, обмежуючи тим самим можливості їх експорту. Внутрішньоконтинентальна торгівля мінеральною сировиною, через специфіку економічного розвитку країн, обмежена, основний обсяг експорту йде на широкий міжнародний ринок. Основними імпортерами мінеральної сировини є США, Канада, Західна Європа і Японія. Предмети експорту: нафта і нафтопродукти (Венесуела, Еквадор), кам'яне вугілля (Колумбія), залізна (Бразилія, Венесуела, Перу, Чилі) і марганцеві руди (Бразилія), боксити і глинозем (Бразилія, Венесуела, Суринам, Гаяна), мідь і поліметали (Чилі, Перу), олово (Бразилія, Болівія), молібден (Чилі), ніобій (Бразилія) та ін. Країни Північної Америки імпортують значну кількість передусім нерудної мінеральної сировини — фосфати і калійні солі, азбест, деякі метали.